# М-101Т
М-101Т «Гжель» — близькомагістральний пасажирський літак, що розроблявся в ОКБ Мясищева з 1989 року по 2002 рік. Перший політ в 1995 році. Випускався на Нижегородському авіабудівному заводі «Сокіл». Виробництво припинено, випущено 26 літаків, з них 4 прототипи і 22 серійних. Один із прототипів розбився 12 вересня 2001 року за нез'ясованих причин, пілот загинув.
Літак був призначений для бізнес-авіації і використання в якості таксі.

## Технічні характеристики

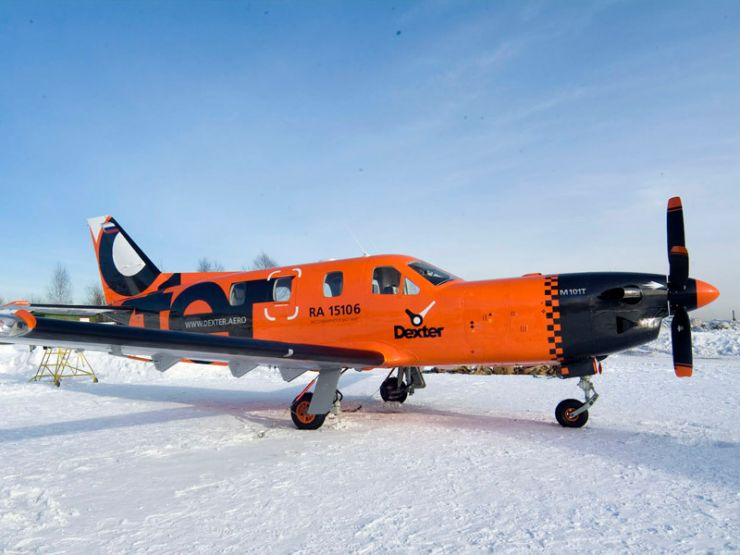
«Авіатаксі» M-101T (оператор Dexter Air Taxi)

Основні характеристики
- Екіпаж: 1 або 2 чоловіка
- Пасажиромісткість: 4-6 чоловік
- Довжина: 10,152 м
- Висота: 3,397 м
- Розмах крила: 13 м

- Площа крила: 17,06 м²
- Маса порожнього: 2,19 т
- Максимальна злітна маса: 3270 кг
- Корисне навантаження: 540 кг
- Силова установка: 1 ×  M-601F32  760 к.с. ( 567 кВт)

Льотні характеристики
- Крейсерська швидкість: 340 км/год
- Практична дальність: 1100 км
- Швидкопідйомність: 25 минут — 7600 м
- Довжина розгону: 590 м
- Довжина пробігу: 470 м

## Події
- 12 вересня 2001 року на аеродромі Льотно-дослідницького інституту ім. М. М. Громова в Жуковському при виконанні чергового польоту за програмою сертифікаційних випробувань у літака зруйнувалося кермо висоти, і він став некерованим. Пілот Олег Щепетков встиг вистрибнути, а пілот Олександр Бесчастнов, відводячи падаючий літак від будинків, загинув; звання Героя Російської Федерації присвоєно 9 липня 2002 року посмертно[1].